# Aradus consors
Aradus consors är en insektsart som beskrevs av Parshley 1921. Aradus consors ingår i släktet Aradus och familjen barkskinnbaggar. Inga underarter finns listade i Catalogue of Life.